# Brasão de armas da República Centro-Africana

Brasão de armas da República Centro-Africana

O brasão de armas da República Centro-Africana consiste num escudo, ladeado por duas bandeiras nacionais e com um sol subindo ao longo do escudo.
Na parte superior há um listel com os dizeres "ZO KWE ZO" (em Sango)
Na parte inferior há outro listel com os dizeres "UNITÉ, DIGNITÉ, TRAVAIL", (em francês, UNIDADE, DIGNIDADE, TRABALHO), além de uma medalha.

## Simbolismo
O elefante e a árvore representam a natureza, que é a espinha dorsal do país. A estrela amarela num mapa da África simboliza a localização do país. A mão (canto inferior direito) foi o símbolo do partido dominante em 1963, quando as armas foram aprovadas.